# Arocephalus remanei
Arocephalus remanei är en insektsart som beskrevs av Dlabola 1971. Arocephalus remanei ingår i släktet Arocephalus och familjen dvärgstritar. Inga underarter finns listade i Catalogue of Life.